# جاناتان بلو
جاناتان بلو (انگلیسی: Jonathan Blow) طراح و برنامه‌نویس بازیهای ویدئویی است، وی در دانشگاه کالیفرنیا تا سال 1993 در رشته علوم کامپیوتر فارغ تحصیل شده‌است.
از کارهای معروف او در زمینه بازی سازی می‌توان به بازی برید اشاره کرد که در سال ۲۰۰۸ منتشر شد.